# Fagres

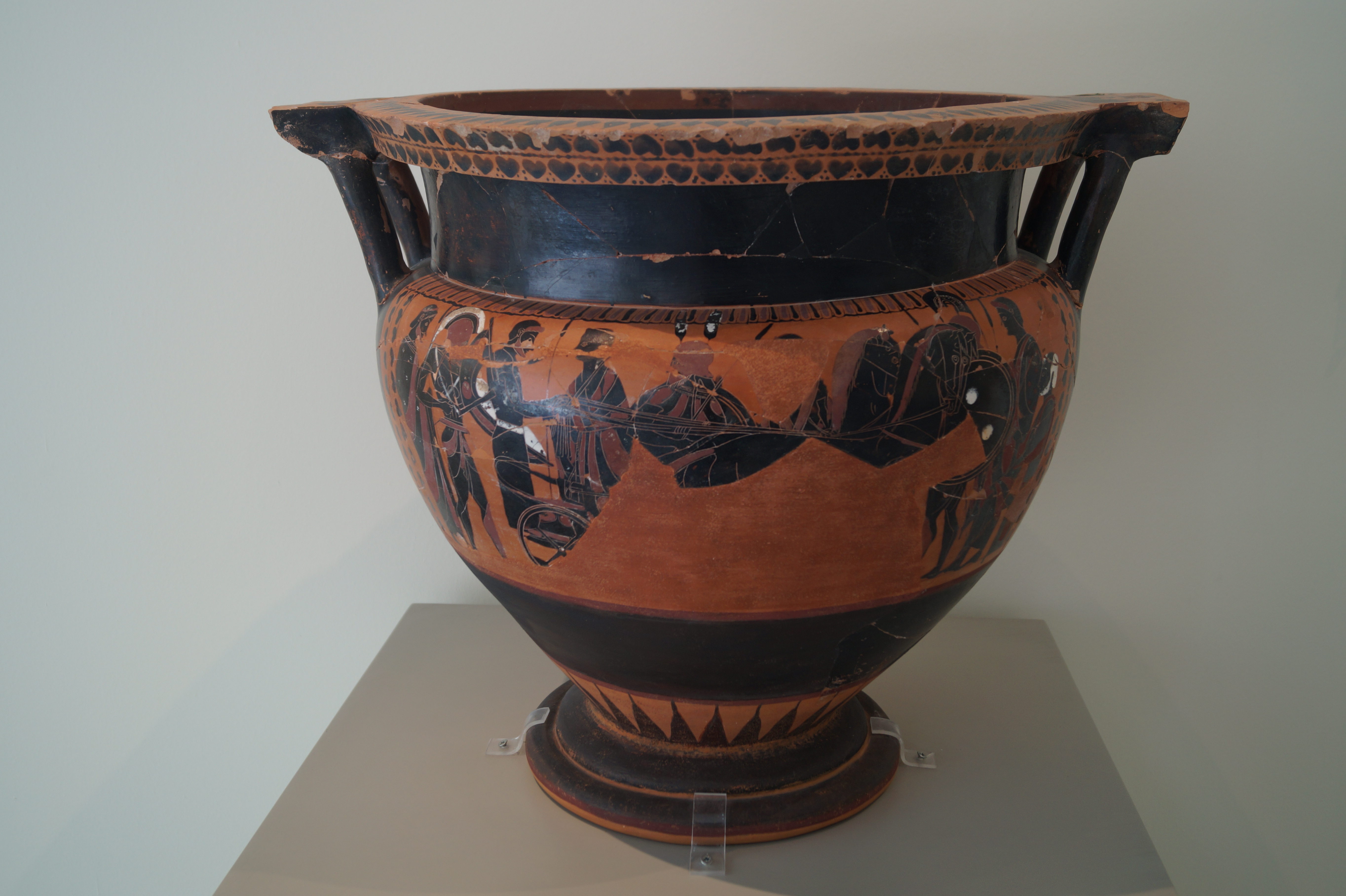
Cratera hallada en Fagres (530-520 a. C.) Museo Arqueológico de Kavala.

Fagres (en griego antiguo: Φάγρης, -ητος) fue una antigua polis (ciudad griega) situada en Tracia en la región entre los ríos Estrimón y Nesto. El gentilicio es fagresios (Φαγρῄσιοϛ).
Fue fundada en la costa por colonos de Tasos. Se hallaba a unos 10 km de Anfípolis  y a unos 15 km al suroeste de Pérgamo. Según Heródoto sus habitantes eran píeres. Añade Tucídides, que estos fueron expulsados de Pieria por Alejandro I de Macedonia, yéndose a establecer a Fagres y al este del río Estrimón. Estaba fuertemente fortificada como indica su clasificación como teicnos por Heródoto.
Junto con Galepso y Apolonia fue ocupada y destruida por Filipo II de Macedonia tras la captura de Anfípolis en su campaña del año 358 a. C. No obstante, dice Estrabón que formaba parte del Reino de Macedonia durante el reinado de Filipo II y de Alejandro Magno. En realidad, el ejército macedonio había sometido a peonios y agrianes y se había anexionado toda la Tracia occidental desde el Estrimón al Nesto, frontera que aún permanecía en época de Estrabón (siglo I).
Leake, seguido por Perdrizt y Collart, situó el centro urbano en una colina con ricas ruinas al este de la población de Orphanion, a 
unos 8 km al este de la desembocadura del río Estrimón. Las excavaciones sacaron a la luz cerámica ática y tasia de finales del siglo VI-principios del V a. C.. 
Hay restos arqueológicos del periodo helenístico y una necrópolis de finales del siglo III- principios del II a. C. al noroeste de la colina, lo que indica que Fagres sobrevivió hasta época romana. El yacimiento fue confirmado por el descubrimiento de una moneda de bronce de finales del siglo IV a. C., con una cabeza de Apolo en el anverso, un prótome de león en el reverso, y la leyenda ΦΑΓΡ.